# Perfume
(Frase pronunciata dalle Perfume ogni volta che si presentano in pubblico.)

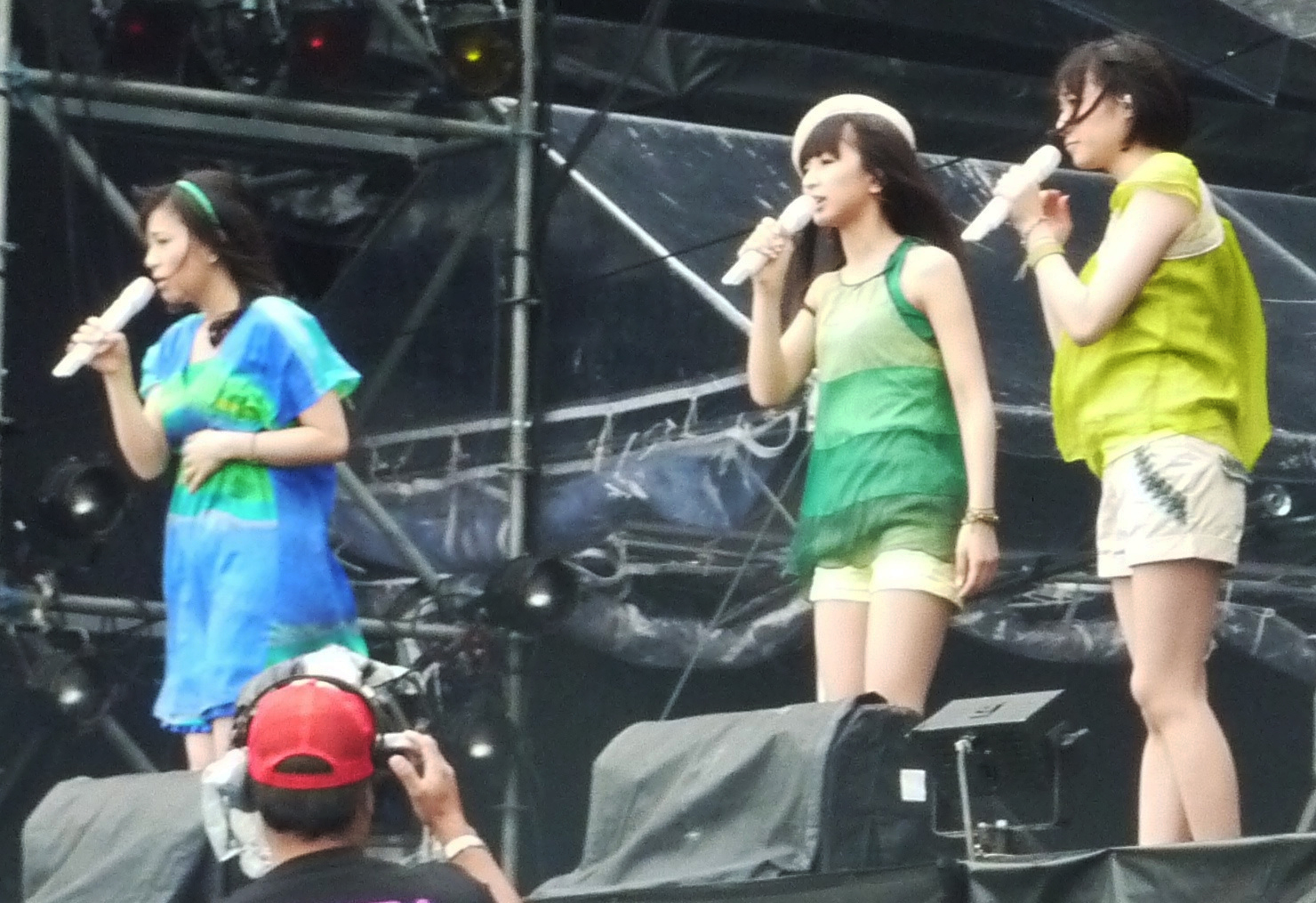
Perfume 2009

Le Perfume sono un gruppo musicale j-pop giapponese composto da tre membri: Ayano Ōmoto (Nocchi), Yuka Kashino (Kashiyuka) e Ayaka Nishiwaki (Āchan).
Partite come comuni idol, sono diventate a partire dalla fine degli anni 2000 fra le artiste giapponesi di maggior successo e più amate dal pubblico sia in patria sia all'estero. Anche musicisti lontani dal pop come il chitarrista Marty Friedman hanno dichiarato la propria stima alle Perfume, indicandole come «il gruppo più influente sull'industria discografica giapponese dal 2007».
A partire dalla fine degli anni 2000, la loro attività collaterali di modelle per riviste di moda e conduttrici televisive e radiofoniche si sono fatte regolari, queste ultime due rispettivamente nelle trasmissioni Music Japan dell'emittente pubblica giapponese NHK e School of Lock! (nella quale gestiscono la rubrica Perfume Locks!) della stazione privata TOKYO FM.

## Storia del gruppo
Le Perfume sono un trio vocale fondato nel 2000 e composto da tre ragazze di Hiroshima, Ayano Ōmoto, Yuka Kashino e Ayaka Nishiwaki, conosciute rispettivamente con i nomignoli di Nocchi, Kashiyuka e Āchan. Originariamente nel trio non era però inclusa Ayano Ōmoto, ma Yūka Kawashima detta Kawayuka: le tre si conobbero appena undicenni nel 1999 presso l'Actor's School Hiroshima (ASH) dove studiavano le discipline artistiche dello spettacolo; la Kawashima uscì successivamente dalle Perfume per andare ad unirsi con le Risky col nome di Yuka. Il nome del trio "Perfume" deriva dal fatto che nei nomi giapponesi delle tre ragazze originali (Kashino, Nishiwaki e Kawashima) compare il kanji "香", che vuol dire appunto "profumo".
Dopo tre anni e due singoli venduti solo nella loro città di provenienza, le Perfume vengono scoperte dal famoso dj, musicista e produttore Yasutaka Nakata (中田ヤスタカ?), membro del duo Shibuya kei Capsule. Nakata forgia e raffina i loro sound & immagine e produce per loro tre singoli che ottengono un discreto successo. La svolta che le fa conoscere al grande pubblico arriva nel 2007 con il singolo Polyrhythm, canzone utilizzata per una campagna pubblicitaria sul riciclaggio che raggiunge un'enorme popolarità. Anche l'album che la contiene, GAME, pubblicato nel 2008, è un grande successo che raggiunge la prima posizione della classifica giapponese.
Grazie alle loro vivaci performance dal vivo, con coreografie originali ideate da MIKIKO),  ai videoclip brillanti e alla produzione di Nakata, le Perfume hanno via via acquisito sempre più popolarità fino a partecipare il 31 dicembre 2008 al Kōhaku uta gassen, la sfida canora televisiva di fine anno che raduna i cantanti più popolari del Giappone, e a diventare dal 5 aprile 2009 presentatrici di MUSIC JAPAN, il più importante programma musicale dell'emittente nazionale NHK, durante la cui prima puntata hanno eseguito One Room Disco. Nel 2011 il trio consolida la propria fama con la partecipazione alla colonna sonora del film Cars 2 della Pixar, e nel 2012 lasciano la loro storica etichetta giapponese Tokuma Japan Communications per fondare una propria label indipendente, la Perfume Records, e si affidano per la distribuzione alla major internazionale Universal Music, affrontando così il primo passo per la loro espansione sul mercato mondiale.

## Nome
Nonostante il gruppo si sia sempre chiamato Perfume, fino al 2002 la grafia ufficiale del nome è stata ぱふゅーむ (Pafyuumu), scritto in hiragana e reso graficamente con il nami dash ぱふゅ〜む o con la freccetta ぱふゅ→む sulle copertine dei CD. Solo a partire dal 2003, una volta scoperte dal talent scout Nakata, la scrittura è stata cambiata nell'attuale grafia ufficiale Perfume in caratteri latini, pronunciata dai giapponesi nella medesima maniera e scritta in katakana パフューム (Pafyuumu) quando ce n'è l'esigenza (per esempio nei furigana).

## Formazione

### Formazione attuale
- A-chan (あ〜ちゃん?), vero nome Ayaka Nishiwaki (西脇 綾香?), 15/02/1989, sangue di gruppo A - voce

Look: capelli mossi alle spalle & vestito lungo al ginocchio
Nonostante non vi sia gerarchia fra le tre cantanti, Āchan è solitamente considerata la leader ufficiosa del gruppo per via della sua personalità brillante e perché svolge spesso il ruolo di portavoce del gruppo e di organizzatrice. Anche sua sorella minore Sayaka Nishiwaki partecipa ad un gruppo di idol tutto femminile, le 9nine.
- Kashiyuka (かしゆか?), vero nome Yuka Kashino (樫野 有香?), 23/12/1988, sangue di gruppo A - voce

Look: capelli lisci lunghi & minigonna
Kashiyuka è la componente più riservata del trio. È la ballerina principale delle Perfume, eppure lamenta poca fiducia nella sua voce ed in passato ha considerato l'idea di lasciare le Perfume nel periodo in cui il gruppo non riusciva ad affermarsi.
- Nocchi (のっち?), vero nome Ayano Ōmoto (大本 彩乃?), 20/09/1988, sangue di gruppo A - voce

Look: capelli corti a caschetto & pantaloncini
Nocchi è stata la quarta componente ad entrare nelle Perfume, rimpiazzando Kawayuka che lasciò il gruppo prima del loro debutto ufficiale. È la cantante principale delle Perfume, ed essendo la maggiore d'età fra le tre ragazze, si comporta solitamente come "sorella maggiore" verso le altre due.

### Ex componenti
- Kawayuka (かわゆか?), vero nome Yūka Kawashima (河島 佑香?) - voce

Kawayuka è una delle tre componenti originali delle Perfume, ma ha lasciato il gruppo prima del loro debutto ufficiale per dedicarsi ai suoi studi. Successivamente è entrata in un altro gruppo di idol chiamato Risky, dopodiché ha iniziato una carriera solista col nome di Yuka.

## Opere

### Discografia
Le specifiche sono indicate fra parentesi "()", eventuali note dopo il punto e virgola ";".

#### Album
- 16/04/2008 - GAME
- 08/07/2009 - ⊿
- 30/11/2011 - JPN
- 02/10/2013 - LEVEL3
- 06/04/2016 - COSMIC EXPLORER
- 15/08/2018 - Future Pop
- 27/07/2022 - PLASMA

#### Raccolte
- 02/08/2006 - Perfume ~Complete Best~
- 12/09/2012 - Perfume Global Compilation "LOVE THE WORLD" (Perfume Global Compilation "LOVE THE WORLD"?); best of per il mercato estero
- 18/09/2019 - Perfume The Best "P Cubed" (Perfume The Best "P Cubed"?)

#### Singoli
- 21/03/2002 - OMAJINAI★Perori (OMAJINAI★ペロリ?) - singolo di debutto , pubblicato in quantità limitata nella sola area di Hiroshima è oggi in vendita esclusivamente su siti web di collezionismo
- 01/11/2002 - Kareshi boshūchū (彼氏募集中?)
- 06/08/2003 - Sweet Donuts (スウィートドーナッツ?, Suuīto Dōnattsu)
- 17/03/2004 - Monochrome Effect (モノクロームエフェクト?, Monokurōmu Efekuto)
- 08/09/2004 - Vitamin Drop (ビタミンドロップ?, Bitamin Doroppu)
- 21/09/2005 - Linear Motor Girl (リニアモーターガール?, Rinia Mōtā Gāru)
- 11/01/2006 - Computer City
- 28/06/2006 - Electro World
- 14/02/2007 - Fan Service [sweet]; doppia a-side contenente Chocolate Disco e Twinkle Snow Powdery Snow
- 12/09/2007 - Polyrhythm
- 16/01/2008 - Baby cruising Love/Macaroni; doppia a-side
- 09/07/2008 - love the world
- 19/11/2008 - Dream Fighter
- 25/03/2009 - One Room Disco
- 14/04/2010 - Fushizen na girl/Natural ni koishite; doppia a-side
- 11/08/2010 - VOICE
- 10/11/2010 - Nee
- 18/05/2011 - Laser Beam/Kasuka na kaori; doppia a-side
- 02/11/2011 - Spice
- 11/04/2012 - Spring of Life
- 15/08/2012 - Spending All My Time
- 27/02/2013 - Mirai no museum
- 22/05/2013 - Magic of Love
- 27/11/2013 - Sweet Refrain
- 16/07/2014 - Cling Cling
- 29/04/2015 - Relax In The City/Pick Me Up (Relax In The City/Pick Me Up?); doppia a-side
- 28/10/2015 - STAR TRAIN (STAR TRAIN?)
- 15/02/2017 - TOKYO GIRL (TOKYO GIRL?)
- 30/08/2017 - If You Wanna
- 14/03/2018 - Mugen mirai (無限未来?)
- 16/09/2020 - Time Warp (Time Warp?)
- 02/07/2021 - Polygon Wave (ポリゴンウェイヴ?)

#### Altro
- 29/08/2005 - AKIHABALOVE[7] (アキハバラブ?, Akihabarabu); collaborazione non listata nella discografia ufficiale delle Perfume[8] con DJ momo-i (ovvero Halko Momoi), contiene un CD con due tracce e un DVD con il videoclip per AKIHABALOVE e altri materiali
  - #AKIHABALOVE (アキハバラブ?)
  - #AKIHABALOVE (karaoke) (アキハバラブ（karaoke）?)
- 13/02/2008 - Fan Service ~Prima Box~ (Fan Service〜Prima Box〜?) (cofanetto); contiene i tre singoli Sweet Donuts, Monochrome Effect e Vitamin Drop, un DVD coi rispettivi videoclip ed un libro fotografico

### Videografia
Dove non indicato diversamente, tutti i titoli sono DVD con registrazioni di concerti dal vivo.
- 14/03/2007 - Fan Service [bitter] (ファン・サーヴィス［bitter］?)
- 15/10/2008 - Perfume First Tour『GAME』 (Perfume First Tour『GAME』?)
- 22/04/2009 - Perfume『BUDOUKaaaaaaaaaaN!!!!!』 (Perfume『BUDOUKaaaaaaaaaaN!!!!!』?)
- 25/09/2009 - Perfume in Happy de kininaru chandelier house (Perfume in Happyで気になるシャンデリアハウス?); cofanetto di tre DVD contenenti le puntate dei tre show televisivi delle Perfume su Nippon Television (HAPPY! del 2008, Perfume no kininaru kochan del 2008~2009 e Perfume no chandelier house del 2009)
- 13/01/2010 - Perfume Second Tour 2009『Chokkaku nitōhen sankakkei TOUR』 (Perfume Second Tour 2009『直角二等辺三角形TOUR』?)
- 09/02/2011 - Perfume LIVE @ Tokyo Dome「1 2 3 4 5 6 7 8 9 10 11」 (Perfume LIVE@東京ドーム「1 2 3 4 5 6 7 8 9 10 11」?); concerto commemorativo per il decimo anniversario dalla formazione del gruppo e quinto dal debutto come major
- 01/08/2012 - Perfume 3rd Tour「JPN」 (Perfume 3rd Tour「JPN」?)
- 22/05/2013 - Perfume WORLD TOUR 1st (Perfume WORLD TOUR 1st?)
- 12/02/2014 - Perfume Clips (Perfume Clips?); raccolta di videoclip
- 09/04/2014 - Perfume 4th Tour in DOME 「LEVEL3」 (Perfume 4th Tour in DOME 「LEVEL3」?)
- 01/10/2014 - Perfume WORLD TOUR 2nd (Perfume WORLD TOUR 2nd?)
- 10/03/2015 - Perfume 5th Tour 2014「Gurun gurun」 (Perfume 5th Tour 2014「ぐるんぐるん」?)
- 22/07/2015 - Perfume WORLD TOUR 3rd (Perfume WORLD TOUR 3rd?)
- 13/01/2016 - Perfume Anniversary 10days 2015 PPPPPPPPPP「LIVE 3:5:6:9」 (Perfume Anniversary 10days 2015 PPPPPPPPPP「LIVE ３：５：６：９」?)
- 06/07/2016 - WE ARE Perfume -WORLD TOUR 3rd DOCUMENT (WE ARE Perfume -WORLD TOUR 3rd DOCUMENT?); film documentario cinematografico
- 05/04/2017 - Perfume 6th Tour 2016『COSMIC EXPLORER』 (Perfume 6th Tour 2016『COSMIC EXPLORER』?)
- 29/11/2017 - Perfume Clips 2 (Perfume Clips 2?); raccolta di videoclip
- 03/04/2019 - Perfume 7th Tour 2018『FUTURE POP』 (Perfume 7th Tour 2018『FUTURE POP』?)
- 02/09/2020 - Perfume 8th Tour 2020 "P Cubed" in Dome (Perfume 8th Tour 2020 "P Cubed" in Dome?)

### Opere

#### Photobook
- 17/12/2008 - Perfume Portfolio (Perfume Portfolio?)
- 17/12/2009 - Perfume Livefolio (Perfume Livefolio?)
- 2011 - Perfume LIVE @ Tokyo Dome 12345678910 (Perfume LIVE@東京ドーム12345678910?); disponibile solo per i membri del fanclub P.T.A.[9]
- 2014 - Perfume 4th Tour in DOME「LEVEL 3」 (Perfume 4th Tour in DOME「LEVEL 3」?); disponibile solo per i membri del fanclub P.T.A.
- 2020 - Perfume 8th Tour 2020 P cubed in Dome (Perfume 8th Tour 2020 P cubed in Dome?); disponibile solo per i membri del fanclub P.T.A.

#### Altro
- 23/10/2020 - Perfume COSTUME BOOK 2005-2020 (Perfume COSTUME BOOK 2005-2020?); raccolta integrale dei 761 costumi di scena indossati dalle Perfume nei 15 anni di carriera fino al 2020